# Schizotheca fissa
Schizotheca fissa är en mossdjursart som först beskrevs av Busk 1856.  Schizotheca fissa ingår i släktet Schizotheca och familjen Phidoloporidae. Inga underarter finns listade i Catalogue of Life.